# 贝尔纳多·奥希金斯

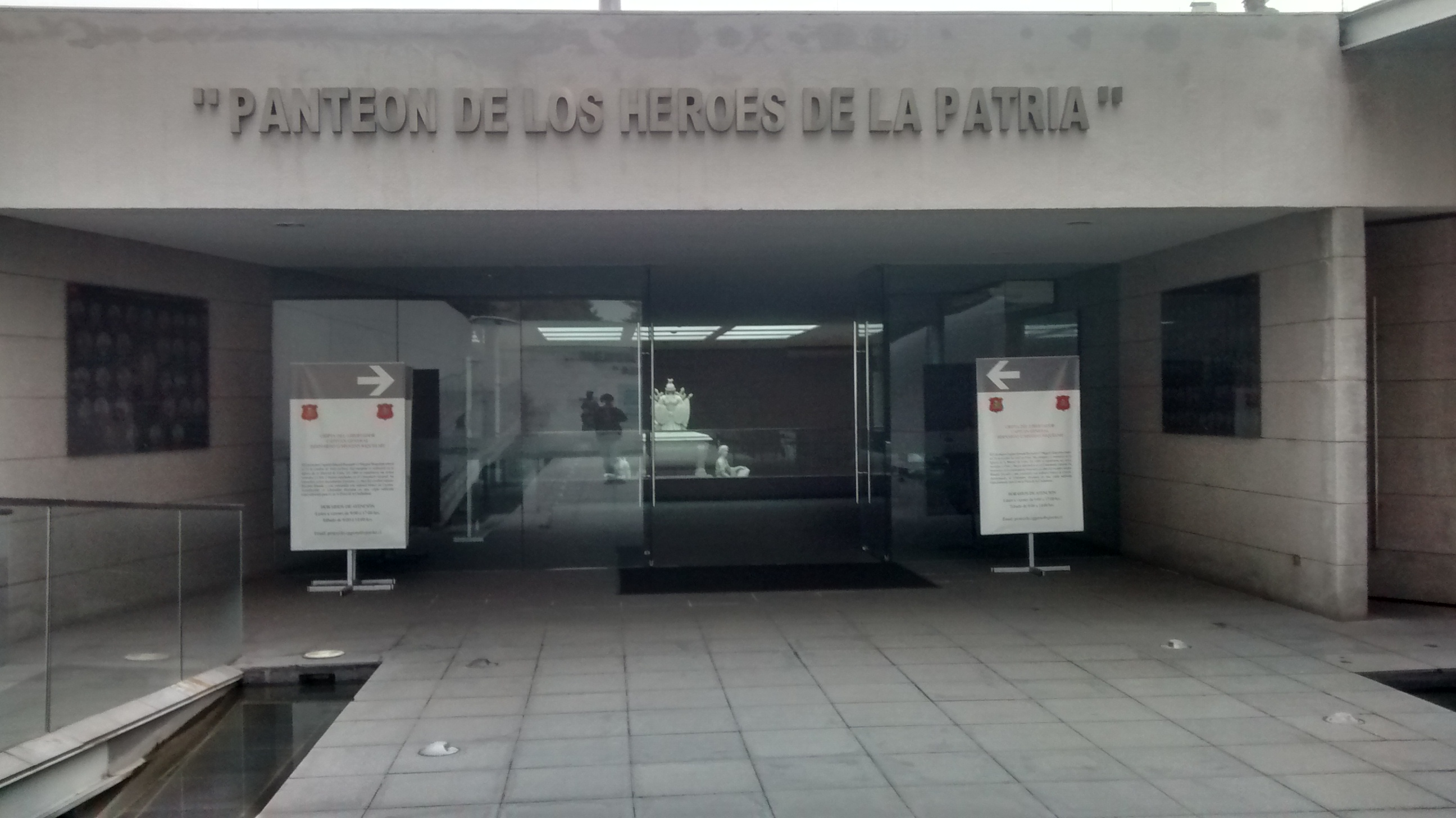
智利祖國祭壇奥希金斯的陵寢

贝尔纳多·奥希金斯·里克尔梅（西班牙語：Bernardo O'Higgins Riquelme，發音：[beɾˈnaɾðo oˈ(x)iɣins] ⓘ，1778年8月20日—1842年10月24日），旧译沃伊金斯，智利民族獨立運動領袖，1817年至1823年担任智利第一任最高執政長官，后世智利人亦视其为智利國父及民族英雄。
奥希金斯生於智利奇廉城。其父是第一代奥索诺侯爵，安布罗西奥·奥希金斯，曾任秘魯總督區總督，其母则是伊莎贝尔·里克尔梅。奧希金斯早年曾在奇廉、利馬等地就讀，後在倫敦接受高等教育。1798年參加秘密革命團體“勞塔羅”:38。
1810年9月18日，圣地亚哥爆发革命起义，推翻了西班牙殖民统治，成立执政委员会。1813年奥希金斯被任命为爱国军总司令，他立即率领爱国军前往南方作战，成功阻止了保王党人军队的北进，在紧急关头保卫了圣地亚哥。1814年10月，奥希金斯的部队在著名的兰卡瓜保卫战中失利，率余部撤往阿根廷投奔南美解放者之一圣马丁，一起编练举世闻名的“安第斯军”。1817年1月，奥希金斯和圣马丁率4000人的安第斯大军进入智利，在圣地亚哥市北部查卡布科一役中打败西班牙军，并打入圣地亚哥，奥希金斯就任智利最高执政官。1818年2月12日，他在塔尔卡签署独立法令，宣布成立智利共和国。
1823年1月，奥希金斯遭到保守派政治家政變罷免，拉蒙·佛萊雷成為新的獨裁者。奥希金斯流亡祕魯，並在祕魯去世。